# A Wacky Switch
Pour plus de détails, voir Fiche technique et Distribution.
A Wacky Switch (나두야 간다, Naduya ganda) est un film sud-coréen réalisé par Jung Yeon-won, sorti le 25 juin 2004.

## Synopsis
Dong-hwa, écrivain raté, renverse accidentellement un jeune. Devant payer de forts dommages, il accepte la proposition d'un chef mafieux d'écrire sa biographie et se retrouve mêlé aux affaires du gang.

## Fiche technique
- Titre : A Wacky Switch
- Titre original : 나두야 간다 (Naduya ganda)
- Réalisation : Jung Yeon-won
- Scénario : Park Gye-ok
- Musique : Inconnu
- Pays d'origine : Corée du Sud
- Format : Couleurs - 1,85:1 - Dolby Digital - 35 mm
- Genre : Comédie
- Durée : 105 minutes
- Date de sortie : 25 juin 2004

## Distribution
- Jeong Jun-ho : Lee Dong-hwa
- Son Chang-min : Yoon Man-chul
- Jeon Mi-seon : In-wook
- Jung So-young : Yeon-hee